# Bénestroff
Bénestroff é uma comuna francesa na região administrativa de Grande Leste, no departamento de Moselle. Estende-se por uma área de 9,56 km², com habitantes.